# Vénéon
Der Vénéon ist ein Gebirgsfluss in Frankreich, der im Département Isère in der Region Auvergne-Rhône-Alpes verläuft. Er entspringt im Nationalpark Écrins, in den Dauphiné-Alpen, in der Gletscherregion westlich des Gebirgszuges Barre des Écrins, im Gemeindegebiet von Saint-Christophe-en-Oisans. Der Fluss entwässert generell Richtung Nordwest und mündet nach rund 34 Kilometern im Gemeindegebiet von Le Bourg-d’Oisans als linker Nebenfluss in die Romanche.

## Orte am Fluss
- Saint-Christophe-en-Oisans
- Vénosc